# 荒尾善次
荒尾 善次（あらお よしつぐ）は、戦国時代から安土桃山時代にかけての武将。織田氏の家臣。姫路藩初代藩主となった池田輝政の外祖父。

## 略歴
永正5年（1508年）、尾張国知多郡大野城主・佐治為貞の子として誕生。
今川義元の尾張侵攻により戦死した同知多郡木田城主・荒尾小太郎空善の名跡を継承し荒尾姓を名乗ったという。織田信長に仕えて荒尾村を領し、今川勢と対峙して木田城を守った。しかし弘治元年（1555年）に始まった義元の尾張進攻によって、同3年には知多の諸勢の多くが今川方に投降したと言われており、永禄3年（1560年）桶狭間の戦いの際には、善次も同様の立場に置かれていたと考えられる。そのため桶狭間の戦い以後は隠居した。

## 系譜
- 父：佐治為貞
- 母：不詳
- 養父：荒尾空善
- 正室：荒尾空善娘
  - 女子：善応院（?-1604） - 織田信時室、のち池田恒興正室
- 後室：水野信元娘
- 生母不明の子女
  - 男子：荒尾善久 - 小太郎、美作守
  - 男子：荒尾成房（1556-1630）
  - 男子：荒尾隆重